# Руковођење
Руковођење или менаџмент у свим пословима и организационим активностима је окупљање људи у циљу постизања одређеног циља ефектним коришћењем доступних ресурса. То обухвата планирање, организовање, вођење, контролисање организације да се постигне одређени циљ.

## Појам
Сама реч менаџмент потиче од енглеске речи management која води корен од француско-енглеске речи ménage што у изворном значењу има смисао бити способан (кадар) учинити нешто, управљати нечим, те је најбоље превести као управљање или руковођење.
Менаџмент је посебна научна дисциплина, мултидисциплинарног карактера, која се бави истраживањем проблема управљања пословима, подухватима и друштвеним системима. Ова дисциплина проучава управљање као сложени процес са низом потпроцеса, и као групу људи која управља процесима и системима, а такође проучава све појединачне управљачке проблеме и феномене везане за ефикасно извршавање одређених задатака и послова. Овде се могу поставити многа питања, а везана су за то да ли менаџмент уопште можемо сматрати научном дисциплином. Такође се може констатовати да је овакав, погрешан приступ који имају људи у нашој земљи, доводи менаџмент у директан сукоб са афирмисаним наукама и њиховим дисциплинама јер менаџер у свету представља позицију унутар неког предузећа.

## Историјат
Када се говори о историјату менаџмента неопходно је направити разлику између менаџмента као праксе и менаџмента као научне дисциплине. Суштина индустријске револуције састоји се у наглашеној техничкој подели рада и замени рада радника радом машина. До индустријске револуције дошло је тек у Енглеској крајем осамнаестог века. Основу индустријске револуције чинила је парна машина коју је усавршио и оспособио за практичну индустријску примену Џејмс Ват. Примена парне машине утицала је на снижавање трошкова и цена производа, као и проширивање тржишта. Неопходни су били менаџери да би планирали шта треба урадити, да би одредили ко ће шта радити, као и да би водили и координирали људске напоре и обезбедили да се постављени циљеви остваре. Оно што је било заиста револуционарно а десило се у фабрикама текстила које су масивно прелазиле на парни погон било је то да је дошло до систематске поделе рада, тако да су одређене групе људи радиле само одређене, задате послове који су чинили само део процеса производње, а не као пре да један човек врши производњу од почетка до финалног производа. Тако је изгубљена потреба за квалификованим скупим радницима, већ су посао обављали полуквалификовани радници који су се брже и лакше уводили у посао и лакше замењивали. Крајњи резултат је био далеко већи квантитет наспрам незнатно лошијег квалитета, али је цена производње значајно смањена и тиме профит далеко скочио.

## Дефинисање
Активности усмерене на ефикасно обезбеђивање, распоређивање и коришћење људских и материјалних ресурса ради постизања датог циља представљају функцију менаџмента. Носиоци ових активности су посебно оспособљени људи за обављање функција менаџмента – менаџери. Под појмом менаџмент у англосаксонској терминологији подразумева се управљање организационим системима у различитим областима друштвене делатности. У таквом облику, уз специфичну транскрипцију и изговор, овај појам ушао је у многе светске језике, па и у српски језик. Под појмом управљање, у ширем смислу, подразумева се одлучивање о циљевима организационог система, затим о начину и средствима којим се такви циљеви могу остварити, као и о коришћењу резултата пословања тога система.
Првобитно, власници капитала уложеног у предузеће били су носиоци функције управљања и руковођења. Они су чак учествовали у извршним пословима. То је било могуће у мањим предузећима и у условима једноставних делатности. Међутим, развојем привреде и друштвеног живота уопште дошло је до делегирања управљачких и руководилачких надлежности и одговорности на професионалне менаџере. Менаџмент се посматра, с једне стране као вештина управљања и руковођења организационим системима као и носиоци те функције, а с друге стране као теорија која изучава овај феномен и доприноси његовом усавршавају. У том смислу, менаџмент као феномен може да се посматра са три аспекта и то као:
- вештина управљања,
- теорија о управљању и
- управљачка структура.

С обзиром на комплексност области коју обухвата, није лако дати прецизну, ваљану и свеобухватну дефиницију менаџмента.
Мери Паркер Фолет сматра да менаџмент представља вештину обављања посла преко (или посредством) других људи. Суштина рада менаџера огледа се у настојању да запослени у предузећу квалитетно, рационално и благовремено обаве своје задатке који су у функцији постављених циљева предузећа. Наведена дефиниција има један недостатак, а то је што нигде не истиче да је процес доношења одлука о послу који треба да се обави у предузећу такође једна од веома значајних функција менаџмента.
Аутор Стенли Венс менаџмент дефинише и као процес доношења одлука и контроле рада људи на остваривању постављених циљева. Виљем Спрајгел сматра да менаџмент представља такву функцију предузећа која се састоји у усмеравању и контроли различитих активности у предузећу ради постизања постављених циљева. Један од најзначајнијих аутора из области менаџмента Питер Дракер сматра да се суштина менаџмента огледа у функцијама које он обавља, а то су планирање, организовање, запошљавање, утицање и контролисање.

## Развој
У свим организацијама потребно је планирати, организовати, водити и усмеравати рад запослених ка остваривању постављених циљева. Дате циљеве треба остварити рационалним коришћењем расположивих ресурса и у оптималном времену, као и у складу са потребама тржишта и других корисника. Питер Дракер сматра да се, пре свега, захваљујући адекватном менаџменту, јапанска привреда развила из неразвијене у једну од најразвијенијих на свету. Јапанци су преузели амерички менаџмент, а затим га прилагодили својим културним специфичностима и применили у својој привреди. Хенри Фајол сматрао је да свако предузећа мора да има следеће функције: менаџмент, техничку функцију, комерцијалну функцију, финансијску функцију, функцију сигурности и рачуноводствену функцију. Фајол је функцију менаџмента назвао административном функцијом предузећа и сматрао је да је она једна од најважнијих активности у предузећу. Фредерик Тејлор је сматрао да менаџмент има одлучујућу улогу у пословном успеху предузећа и да, услед тога, мора бити постављен на научним основама. Данас преовлађује мишљење да је у савременим, комплексним и веома променљивим условима привређивања улога менаџмента у остваривању пословног успеха предузећа пресудна. Питер Дракер сматра да је критична тачка преласка на систем професионалног менаџмента 300 до 1000 запослених (у зависности од специфичности пословања конкретног економског субјекта). Главни задатак професионалних менаџера јесте успешно и рационално остваривање планираних циљева предузећа.

## Научни приступ
Иако је функција менаџмента стара колико и људско друштво, менаџмент као научна дисциплина новијег је датума. Први аутор који је област менаџмента проучавао систематски и који је дао значајан допринос његовом развоју јесте Фредерик Тејлор. Тејлор је користио научне методе и вршио конкретне експерименте у управљању производним погонима. Значајан допринос развоју научног менаџмента дали су и следећи аутори: Гант, Емерсон, Форд, Гилбрет и Бернер. Посебно се може издвојити Француз Анри Фајол који је проучавао проблематику управљања предузећем као целином, те је формулисао 14 принципа ефикасног управљања предузећем.

## Школе
Од појаве „теорије научног управљања“ до данас развило се више школа менаџмента. Најважније су следеће:
- класична школа менаџмента,
- школа људских односа,
- школа теорије одлучивања,
- школа науке о менаџменту,
- школа теорије система и
- ситуациона школа менаџмента

### Класична школа менаџмента
Класична школа менаџмента представља први систематски приступ изучавању проблематике управљања. Темеље ове школе поставили су својим научним истраживањима аутори: Тејлор, Фајол, Вебер и њихови следбеници. Класична школа менаџмента обухвата три теорије:
1. теорију научног менаџмента,
2. административну теорију или теорију процеса менаџмента и
3. бирократску теорију менаџмента.[1]

Теорија научног менаџмента потиче од резултата истраживања чувеног америчког инжењера Тејлора који се сматра и творцем ове теорије.
Тејлор је настојао, да користећи сазнања из праксе, формира менаџмент као науку која се заснива на чврстим, добро постављеним принципима. Административну теорију или теорију процеса у оквиру класичне школе менаџмента развио је Фајол. Главни циљ његових истраживања био је систематско разумевање целокупног менаџерског процеса. Бирократску теорију менаџмента развио је Макс Вебер.
Ова теорија има велики утицај на развој менаџмента као научне дисциплине, али и на њену примену у пракси. Неке поставке бирократске теорије менаџмента још увек се користе приликом успостављања менаџерског система у одређеним организацијама. Поред својих несумњивих предности, класична школа менаџмента има и одређене слабости, па је често трпела и критике. Једна од најчешћих критика јесте занемаривање људског фактора организације. Присталице ове школе такође су сматрали да запослене интересује само плата, као и да се запослени увек понашају рационално (што је пракса демантовала). Класична школа, због мањкавости у приступу према одређеним проблемима, није адекватно решила многа значајна питања менаџмента, као што су: вођство, мотивација, комуникације, међуљудски односи.

### Школа људских односа
Зачетник школе људских односа био је Елтон Мејо који је први уочио важност људског фактора у организацији. Школа људских односа или понашања почела је да се развија тридесетих година прошлог века. Представници школе људских односа сматрали су да су мотивација за рад, морал у раду и учинак (продуктивност) веома уско повезани са социјалним односима међу радницима и између радника и менаџера. Сматрало се да су људи зависни од међуљудских односа, а не од физичких услова рада.
Творци школе међуљудских односа своја истраживања фокусирали су, углавном, на проучавање улоге човека и његовог понашања у једном организационом систему.

### Школа теорије одлучивања
Оснивач школе теорије одлучивања је Симон. Према овој теорији менаџмент је процес доношења одлука, а не процес обављања менаџерских функција. Учинак свих менаџерских функција подразумева доношење одговарајућих одлука тако да се целокупна проблематика менаџмента може свести на посматрање и проучавање процеса доношења одлука. Аутори школе теорије одлучивања своје проучавање усмерили су на посматрање: одлука, доносилаца одлука и на проучавање социјалног и психолошког амбијента доносилаца одлуке.

### Школа науке о Менаџменту
Школа науке о менаџменту спада у ред најстаријих школа и потиче још из далеке прошлости, али је свој највећи замах добила у време Тејлора и његових присталица „научног управљања“. Интензивирање настојања да се менаџмент претвори у науку нарочито је наглашено за време Другог светског рата.
Тада су менаџери владиних представника и научници настојали да успоставе ред и строгу рационалност у раду позадинских служби које су биле ангажоване у ратним операцијама. Школа научног менаџмента такође има своје слабости које се огледају, пре свега, у томе што све појаве тежи да квантификује и подведе под математичке формуле.

### Школа теорије система
Школа теорије система настала је шездесетих година двадесетог века и резултат је развоја опште теорије система. До појаве опште теорије система дошло је и као последица истраживања у области управљања сложеним динамичким системима као и истраживања која су се односила на развој математичких модела оптимизације. Све то резултовало је у новим научним сазнањима, као и у новим методологијама. Главна одлика школе теорије система јесте третирање организације као органског отвореног система, чији делови (подсистеми) су међусобно повезани и испреплетени. Може се рећи да ова школа менаџмента има доста присталица због чега је за релативно кратак временски период постала преовлађујућа у литератури о менаџменту.

### Ситуациона школа
Према ситуационом концепту није могуће изградити један општи менаџерски принцип ни приступ већ менаџер треба да пројектује организацију, да дефинише њене циљеве, стратегију, политику и планове сагласно конкретним условима у окружењу.

## Принципи
Принципи менаџмента представљају одређене захтеве у обављању менаџерске функције да би се остварили постављени циљеви.
Први аутори који су проучавали ову област били су зачетници теорије „научне организације рада“ или „научног управљања“. Тејлор је формулисао принцип „управљања путем изузетка“, који представља захтев или тежњу да менаџери усмеравају своју пажњу само на оне случајеве којима се постављене норме не остварују или се пребацују изнад одређене границе и у којима се не следе или не могу да следе, прописане процедуре. Принцип ефикасности представља захтев да се одређени циљ оствари на најрационалнији начин (у смислу односа резултата и улагања); Принцип ефективности представља захтев да се одређеном активношћу постигне жељени ефекат.

### Фајолови принципи
Хенри Фајол својим изучавањима дао је веома значајан допринос развоју теорије менаџмента. Он је формулисао 14 принципа менаџмента који су умногоме и данас актуелни.
1. Повезаност овлашћења и одговорности. Овлашћења које има менаџер при обављању својих задатака проистичу из његове одговорности. У складу с тим, менаџеру не би требало давати овлашћења без преузимања одговорности, односно одговорност менаџера требало би да буде у складу са његовим овлашћењима.
2. Јединство команде – своди се на захтев да запослени у предузећу треба да имају само једног шефа и да само од њега примају налоге. Са запосленима треба да комуницира само један (њихов) непосредни руководилац да се не би стварала конфузија око тога чији налог треба пре извршити.
3. Јединство вођења – представља захтев да све менаџерске и друге активности у предузећу које имају исти циљ буду обједињене и вођене. Те активности треба да имају један план и једног руководиоца.
4. Успостављеност скаларног ланца команде – представља захтев да командни систем организације, састављен од ланца надређених и подређених, буде постављен дуж читаве организације, од њеног врха до дна.
5. Успостављеност поделе рада – представља захтев да се примени специјализација рада за све врсте посла и менаџерске и техничке.
6. Дисциплинованост – представља захтев да сви запослени обављају своје задатке и међусобно комуницирају сагласно правилима, нормама и обичајима организације.
7. Подређеност индивидуалног општем интересу – представља захтев да интерес организације буде изнад интереса појединаца и група, а то се може постићи само ако топ менаџери дају пример поштења, праведности, интегритета итд.
8. Праведност награђивања – представља захтев да награде буду успостављене у складу са тежњом и сложеношћу посла, квалитетом запослених, одговорношћу, радним условима и сл.
9. Централизованост – јесте захтев да организациона структура предузећа буде високо централизована. При томе, то не значи да у одређеним доменима не треба примењивати децентрализацију.
10. Заступљеност реда – подразумева захтев да прави човек буде на правом месту и да се све што му треба налази на његовом радном месту.
11. Праведност – представља захтев да запослени буду третирани на праведан и љубазан начин. Заступљеност овог принципа представља услов лојалности и пожртвованости запослених.
12. Стабилност запослења – јесте захтев да се код запослених створи осећај разумне сигурности посла. Запослени треба да буду убеђени да је отпуштање резултат добро осмишљене персоналне политике, а не каприца надређених.
13. Подстицање иницијативе – представља захтев да менаџери креирају радни амбијент тако да он подстиче способност, довитљивост и предузимљивост запослених.
14. Постојање тимског духа – представља захтев за подстицање кохезије и тимског духа међу запосленима.

### Веберови принципи
Вебер је покушао да дефинише основне принципе менаџмента и они се могу свести на следеће
1. Сталност правила – као захтев да постоји одређена стална група правила по којој се обавља сав менаџерски посао.
2. Дефинисаност надлежности за одређена радна места – као захтев да се у предузећу утврде одређена надлежна места, извршиоце на тим местима, а затим и овлашћења за обављање одговарајућих послова.
3. Изграђеност хијерархије позиција – као захтев да се обезбеди надзор сваке канцеларије од стране вишег ауторитета.
4. Универзалност критеријума именовања и унапређења – јесте захтев да менаџери, чија је компетентност потврђена, приликом именовања и унапређења запослених користе универзалне критеријуме, који би омогућили праведност у доношењу датих одлука.
5. Обавезност давања свих докумената у писменој форми – као захтев да све одлуке, акције и друга акта буду прослеђена писмено како би се омогућила провера (контрола) будућег перманентног извештавања.

## Врсте
Ако се посматра степен надлежности у процесу одлучивања и одговорности за остваривање циљева предузећа, теорија и пракса менаџмента разликују три основне варијанте управљачких активности и то:
- стратегијски менаџмент
- оперативни менаџмент
- менаџмент пословних подручја

## Процес менаџмента
1. Планирање је фаза менаџмент процеса у којој се доносе одлуке о мисији и циљевима организације и одређивањe курсa акције неопходног за њихово остваривање.
2. Организовање је фаза менаџмент процеса у којој менаџери морају одредити ресурсе, дефинисати послове и конкретне задатке, извршити поделу рада, одредити активности и људе који су неопходни за остварење постављених циљева.
3. Вођство је процес којим се утиче на друге како би се ангажовали на најбољи начин ради ефикасног и ефективног остваривање организационих ресурса.
4. Контрола је фаза менаџмент процеса која мора да омогући да се све планиране активности и резултати заиста и остваре; њена суштина се састоји у мониторингу активности запослених.

У непосредном додиру са фазом планирања су још две фазе од којих једна претходи – предвиђање, а друга следи – одлучивање.

## Теорије управљања
- Ране теорије
- Пост-ране теорије
- Класичне научне теорије - Хенри Фајол
- Бихевиористичке теорије
- Квантитативне и системске теорије
- Ситуационе теорије
- Иновативне теорије
- Теорије засноване на култури
- Теорије засноване на етици
- Теорије засноване на маркетингу
- Теорије засноване на предузетништву